# Gash-Barka
Gash-Barka (Tigrinya ጋሽ-ባርካ, arabisch منطقة القاش وبركا, italienisch Regione di Gash-Barka) ist eine Region Eritreas mit etwa 799.000 Einwohnern. Ihr Hauptort ist Barentu.

## Bevölkerung
Die Bewohner der Gash-Barka-Region gehören den Ethnien der Kunama, Nara, Hedareb, Tigre, Tigrinya, Saho, Bilen und Rashaida an.

## Geographie

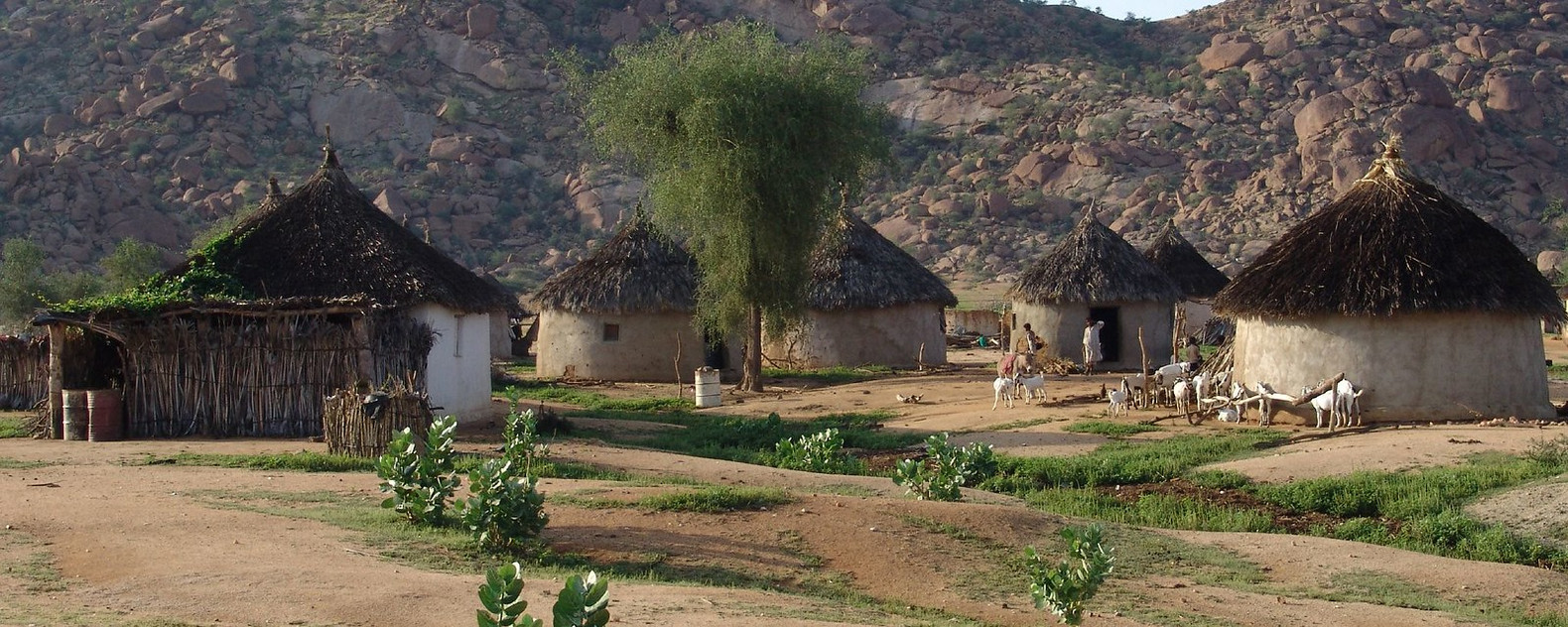
Dorf in Gash-Barka

Gash-Barka liegt im Südwesten Eritreas und grenzt im Westen an Sudan, im Süden an Äthiopien. Benannt ist die Region nach den beiden nicht ganzjährig wasserführenden Flüssen Gash und Barka.
Die Region besteht aus 14 Distrikten (Hauptort in Klammern): Agordat, Barentu, Dghe (Dghe), Forto (Forto), Gogne (Gogne), Haykota (Haykota), Logo Anseba (Logo Anseba), Mensura (Mensura), Mogola (Mogola), Molki (Molki), Omhajer (Omhajer), Shambuko (Shambuko), Tesseney (Tesseney) und Ober-Gash.
In Gash-Barka liegt auch die Ortschaft Badme im Yirga-Dreieck, das von Äthiopien als Teil der Region Tigray beansprucht wurde; der Grenzstreit um diesen Ort löste den Eritreisch-Äthiopischen Krieg wesentlich mit aus.

## Wirtschaft
Die Region wird „Brotkorb Eritreas“ genannt, da sie landwirtschaftlich vergleichsweise fruchtbar ist. Es soll hier ca. 3,5 Mio. Stück Vieh geben. Es werden Hirse, Sesam, Baumwolle, Bananen, Tomaten, Zwiebeln, grüner Pfeffer, Melonen und Gummi arabicum angebaut.
An Bodenschätzen gibt es in Gash-Barka Marmor sowie Gold. In Augaro gibt es Überreste des von den italienischen Kolonialherren betriebenen Goldbergbaus.